# 城巴82線
城巴82線是香港島東區的一條巴士路線，來往小西灣（藍灣半島）及北角碼頭，提供小西灣、柴灣往返筲箕灣、西灣河、太古、鰂魚涌和北角的巴士服務，主要服務小西灣和柴灣斜居民（因該兩處沒有港鐵到達）。
本線曾經是全港服務時間最長的日間專利巴士路線－每天服務長達22.5小時。

## 歷史
- 1959年12月，中華巴士開辦一條沒有編號的路線，來往筲箕灣←→柴灣徙置區，以12座位小型巴士行走。
- 1961年2月8日，該無編號路線延長為太古船塢（東閘）至柴灣，柴灣總站當時設於柴灣徙置區（今永利中心所在）。
- 1963年5月16日，該無編號路線加開平日早上由柴灣單向往北角的特別班次。
- 1963年9月1日，中巴8A線投入服務，以配合油麻地小輪增闢北角←→九龍城/紅磡的渡輪航線，並取代筲箕灣←→柴灣徙置區的無編號路線。
- 1972年7月1日，延長至柴灣（新廈街），即原柴灣徙置區第14座後停車場。
- 1976年9月12日，配合柴灣區巴士路線重組改稱82，同日起路線延長至柴灣（安業街）。
- 1978年7月10日，延長服務時間至由早上4時至凌晨2時半，以輔助通宵線122，成為香港境內歷來服務時間最長的專營巴士路線，達22.5小時，而此紀錄至今只有24小時不停服務的嶼巴B4線及嶼巴B6線打破。
- 1990年2月1日，配合位於常安街的柴灣（東）巴士總站啟用遷往該處。
- 1992年8月16日，晚間班次延長至小西灣邨。
- 1996年4月22日，配合通宵路線N8投入服務，縮短服務時間至午夜。
- 1997年7月16日，日間班次繞經小西灣。
- 1998年9月1日，中巴專營權結束，改由新巴經營。
- 2001年8月27日，因應藍灣半島入伙，本線全部班次改為由柴灣（東）開出。
- 2006年3月19日，因應8號線總站於2006年2月11日遷往杏花邨，騰出小西灣（藍灣半島）巴士總站巴士車坑，本線遷往小西灣（藍灣半島）巴士總站。
- 2018年9月10日：增設實時抵站時間查詢服務。
- 2022年8月15日：因應82M線取消，增設藍灣半島往環翠邨澤翠樓的短途分段收費。[1]

## 服務時間及班次
| 小西灣（藍灣半島）開 | 小西灣（藍灣半島）開 | 小西灣（藍灣半島）開 | 北角碼頭開       | 北角碼頭開   | 北角碼頭開   |
| 日期                 | 服務時間             | 班次（分鐘）         | 日期             | 服務時間     | 班次（分鐘） |
| -------------------- | -------------------- | -------------------- | ---------------- | ------------ | ------------ |
| 星期一至五           | 05:20-06:12          | 13                   | 星期一至五       | 06:00-07:00  | 12           |
| 星期一至五           | 06:12-07:00          | 12                   | 星期一至五       | 07:00-08:40  | 10           |
| 星期一至五           | 07:00-07:28          | 7                    | 星期一至五       | 08:50-10:00  | 10/12        |
| 星期一至五           | 07:28-09:58          | 10                   | 星期一至五       | 10:00-12:00  | 15           |
| 星期一至五           | 09:58-10:58          | 12                   | 星期一至五       | 12:00-14:00  | 10           |
| 星期一至五           | 10:58-12:58          | 10                   | 星期一至五       | 14:00-15:00  | 12           |
| 星期一至五           | 12:58-13:58          | 7/8                  | 星期一至五       | 15:00-16:00  | 10           |
| 星期一至五           | 13:58-15:58          | 10                   | 星期一至五       | 16:00-16:54  | 9            |
| 星期一至五           | 15:58-16:58          | 7/8                  | 星期一至五       | 16:54-19:06  | 12           |
| 星期一至五           | 16:58-17:58          | 10                   | 星期一至五       | 19:06-19:17  | 11           |
| 星期一至五           | 17:58-18:58          | 12                   | 星期一至五       | 19:17-20:57  | 10           |
| 星期一至五           | 18:58-19:58          | 10                   | 星期一至五       | 20:57-21:57  | 12           |
| 星期一至五           | 19:58-23:00          | 14                   | 星期一至五       | 21:57-22:10  | 13           |
| 星期一至五           | 23:00-00:00          | 15                   | 星期一至五       | 22:10-00:40  | 15           |
| 星期六               | 05:20-06:05          | 15                   | 星期六           | 06:00-06:30  | 15           |
| 星期六               | 06:05-06:18          | 13                   | 星期六           | 06:30-09:18  | 12           |
| 星期六               | 06:18-08:54          | 12                   | 星期六           | 09:18-11:18  | 10           |
| 星期六               | 08:54-09:30          | 9                    | 星期六           | 11:18-17:50  | 8            |
| 星期六               | 09:30-10:00          | 7/8                  | 星期六           | 17:50-19:00  | 10           |
| 星期六               | 10:00-11:00          | 8/9                  | 星期六           | 19:00-20:30  | 9            |
| 星期六               | 11:00-17:16          | 8                    | 星期六           | 20:30-21:00  | 10           |
| 星期六               | 17:16-19:26          | 10                   | 星期六           | 21:00-22:00  | 7/8          |
| 星期六               | 19:26-20:50          | 12                   | 星期六           | 22:00-00:12  | 12           |
| 星期六               | 20:50-22:00          | 10                   | 星期六           | 00:25、00:40 | 00:25、00:40 |
| 星期六               | 22:00-00:00          | 15                   |                  |              |              |
| 星期日及公眾假期     | 05:20-06:50          | 15                   | 星期日及公眾假期 | 06:00-07:00  | 20           |
| 星期日及公眾假期     | 06:50-07:50          | 12                   | 星期日及公眾假期 | 07:00-08:00  | 15           |
| 星期日及公眾假期     | 07:50-08:00          | 10                   | 星期日及公眾假期 | 08:00-09:00  | 12           |
| 星期日及公眾假期     | 08:00-09:03          | 9                    | 星期日及公眾假期 | 09:00-10:00  | 10           |
| 星期日及公眾假期     | 09:03-09:53          | 10                   | 星期日及公眾假期 | 10:00-11:57  | 9            |
| 星期日及公眾假期     | 09:53-16:53          | 7/8                  | 星期日及公眾假期 | 11:57-18:53  | 8            |
| 星期日及公眾假期     | 16:53-19:44          | 9                    | 星期日及公眾假期 | 18:53-20:05  | 9            |
| 星期日及公眾假期     | 19:44-21:24          | 10                   | 星期日及公眾假期 | 20:05-20:55  | 10           |
| 星期日及公眾假期     | 21:24-22:00          | 12                   | 星期日及公眾假期 | 20:55-21:55  | 12           |
| 星期日及公眾假期     | 22:00-00:00          | 15                   | 星期日及公眾假期 | 21:55-00:40  | 15           |

- 啡字班次經柴灣東工業區

## 收費
全程：$5.2
- 小西灣（藍灣半島）往環翠邨澤翠樓或之前：$4.5
- 明華大廈往小西灣（藍灣半島）：$4.5

| - 本線設有12歲以下小童及65歲或以上長者半價優惠。 - 65歲或以上香港居民使用「樂悠咭」，以及12歲以下合資格殘疾兒童使用「殘疾人士身份」個人八達通繳付車資，均可享有每程$2.0或半價（以較低者為準）的票價優惠；12至64歲合資格殘疾人士使用「殘疾人士身份」個人八達通（包括「樂悠咭」），以及60至64歲香港居民使用「樂悠咭」繳付車資，均可享有每程$2.0或全費（以較低者為準）的票價優惠。 - 65歲或以上長者如使用長者或一般個人八達通繳付車資，則只可享有半價優惠；12至64歲合資格殘疾人士如不使用「殘疾人士身份」個人八達通，以及60至64歲人士如不使用「樂悠咭」繳付車資，必須繳付全費。 - 乘客可以現金或八達通於上車時付款，不設找續。 - 每位成人乘客可免費攜帶最多兩名4歲以下而不佔座位的兒童乘客乘車，超額之4歲以下小童必須繳付小童車費乘車。 - 九龍巴士、城巴及龍運巴士全職員工及家屬（不包括外判職員）可免費乘搭本路線，惟必須拍職員或職員家屬八達通。 - 乘客亦可使用AlipayHK「易乘碼」、支付寶、WeChatHK／微信支付「搭車碼」、銀聯雲閃付「乘車碼」及BOC Pay「乘車碼」、具有感應式支付功能的VISA、Mastercard及銀聯卡，以及Apple Pay、Google Pay及Samsung Pay流動支付平台繳付車資。使用此支付方式的乘客可享有中途下車之分段收費，以及與其他城巴獨營路線或聯營線城巴班次之轉乘優惠，惟不適用於與非城巴路線之轉乘優惠。乘客亦不能享有「公共交通費用補貼計劃」及「長者及合資格殘疾人士公共交通票價優惠計劃」。 - 帶粗體字者為雙向分段收費，乘客必須使用八達通或指定交通二維碼繳費，並於下車前再次確認八達通或掃瞄二維碼，方可享有分段收費優惠。 |

### 八達通轉乘優惠
乘客登上本線後指定時間內以同一張八達通卡轉乘以下路線，或從以下路線登車後指定時間內以同一張八達通卡轉乘本線，次程可獲車資折扣優惠：
82←→2A、27、780，轉乘時限為90分鐘
- 82往北角碼頭 → 2A往灣仔，次程車資全免
- 2A往耀東邨 → 82往小西灣，次程車資全免
- 82往北角碼頭 → 27往寶馬山，次程可獲$1折扣優惠
- 27往北角碼頭 → 82往小西灣，次程可獲$1折扣優惠
- 82往北角碼頭 → 780往中環，回贈首程車資
- 780往柴灣（東） → 82往小西灣，次程車資全免

82←→14、608、694，轉乘時限為90分鐘
- 82往北角碼頭 → 14往赤柱，次程可獲$6.1折扣優惠
- 82往北角碼頭 → 14山翠苑至龜背灣之間，次程可獲$3.6折扣優惠，祇適用於在龜背灣或之前下車，並使用同一張八達通卡再拍卡一次的路線14乘客
- 82往小西灣 → 14往赤柱，次程可獲$1折扣優惠
- 14往嘉亨灣 → 82往北角碼頭，次程可獲$1折扣優惠
- 14往嘉亨灣 → 82往小西灣，次程車資全免
- 82往北角碼頭 → 608往九龍城，回贈首程車資
- 608往筲箕灣 → 82往小西灣，次程車資全免
- 82往小西灣 → 694往將軍澳，次程可獲$1.5折扣優惠
- 694往小西灣邨 → 82往北角碼頭，次程可獲$1.5折扣優惠

82←→77、99
- 82往北角碼頭 → 77或99往耀東邨（由筲箕灣開出），次程車資全免，轉乘時限為90分鐘，祇適用於在鯉景灣或之前下車，並使用同一張八達通卡再拍卡一次的路線77或99乘客
- 82往北角碼頭 → 77或99往耀東邨（由田灣／海怡半島開出），次程車資全免，轉乘時限為90分鐘，必須於西灣河站轉乘
- 82往北角碼頭 → 77往田灣，次程可獲$1折扣優惠，轉乘時限為90分鐘
- 77往田灣或99往海怡半島 → 82往小西灣，回贈首程車資，轉乘時限為45分鐘，祇適用於在鯉景灣或之前下車，並使用同一張八達通卡再拍卡一次的路線77或99乘客
- 77或99往筲箕灣 → 82往小西灣，次程車資全免，轉乘時限為45分鐘，必須於西灣河站或之後登上77或99方可享用此優惠
- 77往筲箕灣 → 82往小西灣，次程可獲$1折扣優惠，轉乘時限為90分鐘

## 使用車輛
現時行駛於82線為Enviro500（MMC）（4000-4091／5500-5599、5601-5839／6100-6209）及猛獅A95（6090），晚上會從27線調入單層巴士行走。

## 行車路線
小西灣（藍灣半島）開經：小西灣道、柴灣道、環翠道、柴灣道、筲箕灣道、康山道、英皇道、琴行街、七姊妹道、書局街、渣華道及電照街。 
北角碼頭開經：琴行街、英皇道、康山道、筲箕灣道、柴灣道、環翠道、柴灣道、常安街、豐業街、安業街、新業街及小西灣道。 
- 註:黃色間街道代表該街道只有早上班次駛經。

### 沿線車站
| 小西灣（藍灣半島）開 | 小西灣（藍灣半島）開 | 小西灣（藍灣半島）開             | 北角碼頭開 | 北角碼頭開         | 北角碼頭開                       |
| 序號                 | 車站名稱             | 位置                             | 序號       | 車站名稱           | 位置                             |
| -------------------- | -------------------- | -------------------------------- | ---------- | ------------------ | -------------------------------- |
| 1                    | 小西灣（藍灣半島）   | 小西灣（藍灣半島）公共運輸交匯處 | 1          | 北角碼頭           | 北角碼頭公共運輸交匯處           |
| 2                    | 富景花園             | 小西灣道                         | 2          | 港運城             | 英皇道                           |
| 3                    | 小西灣邨             | 小西灣邨巴士總站                 | 3          | 健康村             | 英皇道                           |
| 4                    | 曉翠街               | 小西灣道                         | 4          | 模範邨             | 英皇道                           |
| 5                    | 富城閣               | 柴灣道                           | 5          | 北角官立小學       | 英皇道                           |
| 6                    | 樂軒臺               | 柴灣道                           | 6          | 新威園             | 英皇道                           |
| 7                    | 環翠商場             | 柴灣道                           | 7          | 惠安苑             | 英皇道                           |
| 8                    | 環翠邨澤翠樓         | 環翠道                           | 8          | 太古城中心         | 英皇道                           |
| 9                    | 興華邨卓華樓         | 環翠道                           | 9          | 太安樓             | 筲箕灣道                         |
| 10                   | 興華邨豐興樓         | 環翠道                           | 10         | 海晏街             | 筲箕灣道                         |
| 11                   | 興華邨裕興樓         | 柴灣道                           | 11         | 愛秩序灣道         | 筲箕灣道                         |
| 12                   | 天主教海星堂         | 柴灣道                           | 12         | 南安里             | 筲箕灣道                         |
| 13                   | 興民邨               | 柴灣道                           | 13         | 明華大廈           | 柴灣道                           |
| 14                   | 山翠苑               | 柴灣道                           | 14         | 阿公岩道           | 柴灣道                           |
| 15                   | 筲箕灣官立中學       | 柴灣道                           | 15         | 鯉魚門公園         | 柴灣道                           |
| 16                   | 阿公岩道             | 柴灣道                           | 16         | 大潭道             | 柴灣道                           |
| 17                   | 南安里               | 筲箕灣道                         | 17         | 東區醫院           | 柴灣道                           |
| 18                   | 新成街               | 筲箕灣道                         | 18         | 高威閣             | 柴灣道                           |
| 19                   | 海晏街               | 筲箕灣道                         | 19         | 康民街             | 柴灣道                           |
| 20                   | 西灣河文娛中心       | 筲箕灣道                         | 20         | 興華邨興翠樓       | 環翠道                           |
| 21                   | 太祥街               | 筲箕灣道                         | 21         | 興華邨卓華樓       | 環翠道                           |
| 22                   | 康怡廣場             | 康山道                           | 22         | 青年廣場           | 環翠道                           |
| 23                   | 寶峰園               | 英皇道                           | 23         | 宏德居             | 柴灣道                           |
| 24                   | 鰂魚涌街             | 英皇道                           | 24         | 漁灣邨             | 柴灣道                           |
| 25                   | 太古坊               | 英皇道                           | 25*        | 常安街             | 柴灣道                           |
| 26                   | 民新街               | 英皇道                           | ^          | 合明工廠大廈       | 安業街                           |
| 27                   | 模範邨               | 英皇道                           | 26         | 富欣花園           | 小西灣道                         |
| 28                   | 健康村               | 英皇道                           | 27         | 富怡花園           | 小西灣道                         |
| 29                   | 健威花園             | 英皇道                           | 28         | 富景花園           | 小西灣道                         |
| 30                   | 書局街               | 七姊妹道                         | 29         | 小西灣（藍灣半島） | 小西灣（藍灣半島）公共運輸交匯處 |
| 31                   | 馬寶道               | 書局街                           |            |                    |                                  |
| 32                   | 北角碼頭             | 北角碼頭公共運輸交匯處           |            |                    |                                  |

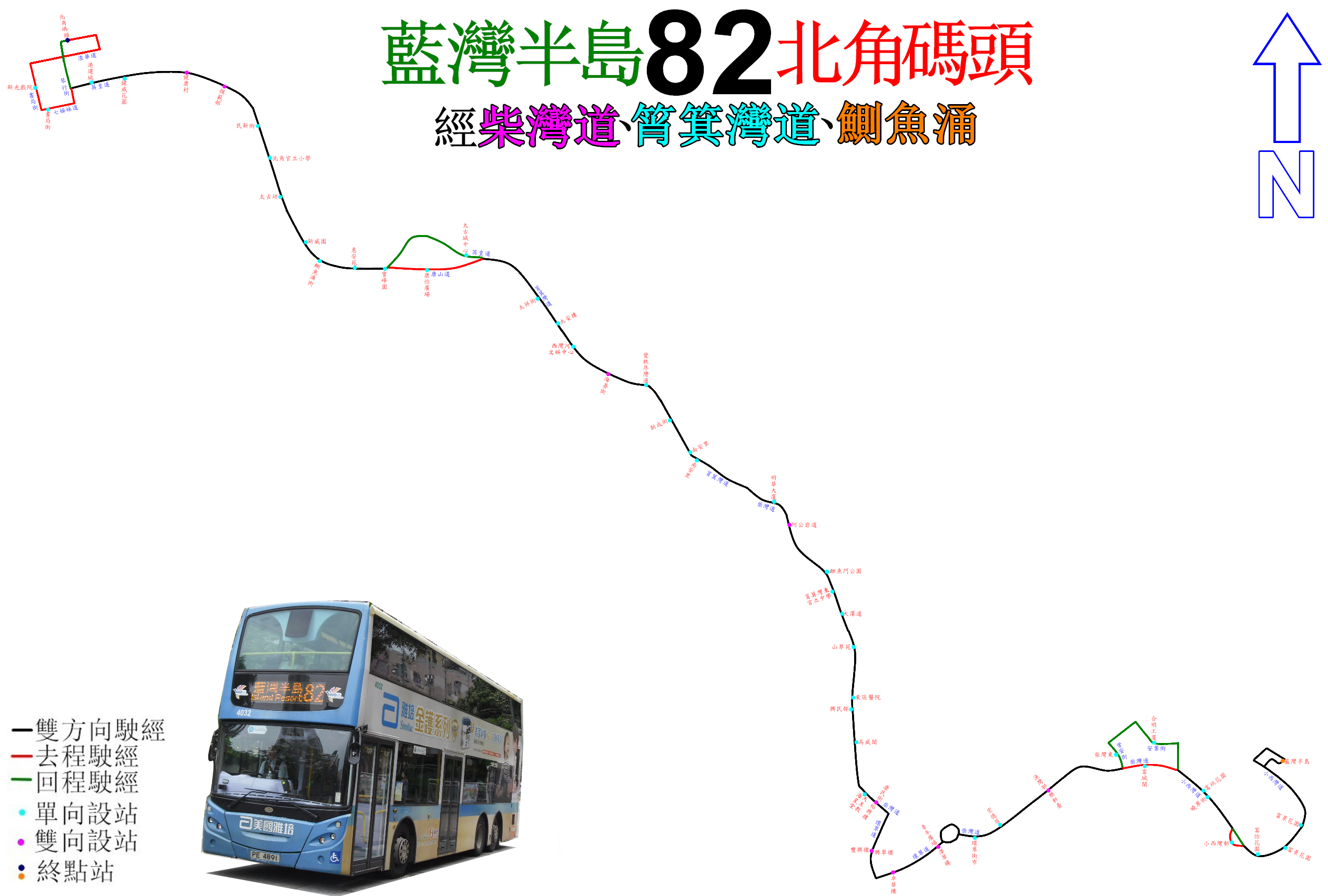
此線的走線圖

- 有 ^ 號之車站祇限星期一至五（公眾假期除外）早上8:34前北角碼頭開出班次繞經，該等班次同時不停有 * 號之車站。

## 使用情況
由於本線從小西灣來往北角的路線迂迴，加上城巴的8X線行走東區走廊較本線快捷來往北角、以及85線由筲箕灣以西路線和本線重疊及車費較便宜，82線部分客源被搶走了。但由於城巴85線的班次較本線疏落且不經柴灣西，因此本線是柴灣西及小西灣往來筲箕灣或太古城之間的主要路線。雖然很少乘客會從小西灣乘坐82到終點站北角碼頭，但在中途站上下車的乘客，例如從柴灣區及柴灣斜幾所學校往返筲箕灣、筲箕灣區往返北角、從筲箕灣往返太古等，倒成為本線的主要客源。
雖然82受多條特快巴士路線及港鐵的競爭，但本線行經小西灣、柴灣東及柴灣道長命斜，是柴灣地區與筲箕灣及太古的聯絡路線，有大量中途上落的乘客，所以客量仍然高企。

## 外部連結
城巴
- 新巴82線 （页面存档备份，存于）
- 城巴82線路線圖 （页面存档备份，存于）
- 城巴82線詳細時間表 （页面存档备份，存于）

其他
- i-busnet－港島區路線82線資料 （页面存档备份，存于）